# Drużynowe młodzieżowe mistrzostwa Europy w brydżu sportowym
Drużynowe młodzieżowe mistrzostwa Europy w brydżu sportowym (European Youth Team Championships) – mistrzostwa Europy brydżu sportowym w kategoriach juniorów, młodzieży szkolnej oraz dziewcząt.
W formacie zbliżonym do drużynowych mistrzostw Europy, młodzieżowe mistrzostwa Europy teamów w brydżu sportowym są najważniejszymi zawodami młodzieżowymi w programie młodzieżowym EBL. Zawodnicy do 26 roku życia (Juniorzy) rozgrywają je roku 1968
Zawody dla zawodników do 21 roku życia (młodzież szkolna) rozgrywane są od roku 1994. W roku 2010, na 19 mistrzostwach w Pradze (Czechach), włączono konkurencję Dziewcząt.
Polski zespół juniorów pierwszy medal, złoty, zdobył na 3. Młodzieżowych Mistrzostwach Europy Teamów w Delfcie (Holandia) w roku 1972. Młodzież Szkolna na 10 zawodów w których wystąpiła 6 razy zdobywała złote medale. Również Dziewczęta z Polski z 5 występów przywiozły 3 złote medale. W sumie Polskie zespoły na młodzieżowych mistrzostwach świata teamów zdobyły 13 złotych, 1 srebrny i 3 brązowe medale (stan na 23 grudnia 2012).

## Formuła zawodów
Zawody odbywają się zgodnie z regulaminami opracowanymi przez EBL. Gra się systemem każdy z każdym i o kolejności miejsc decyduje liczba zdobytych punktów. Jeśli liczba drużyn jest odpowiednio duża, to mogą być wstępnie organizowane rozgrywki w grupach.

### Przywileje zwycięzców
1. Zwycięzcy grupy finałowej w kategorii juniorów, młodzieży szkolnej i dziewcząt uzyskują tytuł Mistrza Europy;
2. Zdobywcy miejsc od 1 do 3 otrzymują medale: złote, srebrne i brązowe ME;
3. 6 pierwszych zespołów kategoriach juniorów i młodzieży szkolnej oraz 4 zespoły w kategorii dziewcząt uzyskuje prawo gry w młodzieżowych mistrzostwach świata.

## Podsumowanie medalowe
Poniższa tabela pokazuje zdobycze medalowe poszczególnych krajów zarówno w poszczególnych kategoriach, jak i w sumie dla wszystkich kategorii młodzieżowych.
Po najechaniu kursorem nad liczbę medali wyświetli się wykaz zawodów (Jn – Juniorzy, Sn – Młodzież Szkolna, Dn – Dziewczęta), na których te medale zostały zdobyte. Naciskając strzałkę w kolumnie ze złotymi medalami można uporządkować listę według zdobyczy medalowych dowolnej kategorii.
| Podsumowanie medalowe (Stan na 26 lipca 2013) | Podsumowanie medalowe (Stan na 26 lipca 2013) | Podsumowanie medalowe (Stan na 26 lipca 2013) | Podsumowanie medalowe (Stan na 26 lipca 2013) | Podsumowanie medalowe (Stan na 26 lipca 2013) | Podsumowanie medalowe (Stan na 26 lipca 2013) | Podsumowanie medalowe (Stan na 26 lipca 2013) | Podsumowanie medalowe (Stan na 26 lipca 2013) | Podsumowanie medalowe (Stan na 26 lipca 2013) | Podsumowanie medalowe (Stan na 26 lipca 2013) | Podsumowanie medalowe (Stan na 26 lipca 2013) | Podsumowanie medalowe (Stan na 26 lipca 2013) | Podsumowanie medalowe (Stan na 26 lipca 2013) | Podsumowanie medalowe (Stan na 26 lipca 2013) | Podsumowanie medalowe (Stan na 26 lipca 2013) | Podsumowanie medalowe (Stan na 26 lipca 2013) |
| Kategoria                                     | Kategoria                                     | Juniorzy                                      | Juniorzy                                      | Juniorzy                                      | Młodzież Szkolna                              | Młodzież Szkolna                              | Młodzież Szkolna                              | Dziewczęta                                    | Dziewczęta                                    | Dziewczęta                                    | Razem                                         | Razem                                         | Razem                                         | Kategoria                                     | Kategoria                                     |
| F                                             | Kraj                                          | Złotych                                       | Srebrnych                                     | Brązowych                                     | Złotych                                       | Srebrnych                                     | Brązowych                                     | Złotych                                       | Srebrnych                                     | Brązowych                                     | Złotych                                       | Srebrnych                                     | Brązowych                                     | F                                             | Kraj                                          |
| --------------------------------------------- | --------------------------------------------- | --------------------------------------------- | --------------------------------------------- | --------------------------------------------- | --------------------------------------------- | --------------------------------------------- | --------------------------------------------- | --------------------------------------------- | --------------------------------------------- | --------------------------------------------- | --------------------------------------------- | --------------------------------------------- | --------------------------------------------- | --------------------------------------------- | --------------------------------------------- |
| Austria                                       | Austria                                       | 1                                             |                                               | 1                                             | _00_00_00_Austria                             |                                               |                                               | 1                                             |                                               | 1                                             | 2                                             |                                               | 2                                             | Austria                                       | Austria                                       |
| Bułgaria                                      | Bułgaria                                      | _00_00_00_Bułgaria                            |                                               |                                               | _00_01_00_Bułgaria                            | 1                                             |                                               | _00_00_00_Bułgaria                            |                                               |                                               | _00_01_00_Bułgaria                            | 1                                             |                                               | Bułgaria                                      | Bułgaria                                      |
| Dania                                         | Dania                                         | 1                                             | 3                                             | 4                                             | _00_00_00_Dania                               |                                               |                                               | _00_00_00_Dania                               |                                               |                                               | 1                                             | 3                                             | 4                                             | Dania                                         | Dania                                         |
| Francja                                       | Francja                                       | 4                                             | 1                                             | 3                                             | 1                                             |                                               | 3                                             | 1                                             | 1                                             | 1                                             | 6                                             | 2                                             | 7                                             | Francja                                       | Francja                                       |
| Hiszpania                                     | Hiszpania                                     | _00_01_00_Hiszpania                           | 1                                             |                                               | _00_00_00_Hiszpania                           |                                               |                                               | _00_00_00_Hiszpania                           |                                               |                                               | _00_01_00_Hiszpania                           | 1                                             |                                               | Hiszpania                                     | Hiszpania                                     |
| Holandia                                      | Holandia                                      | 2                                             | 1                                             | 1                                             | _00_01_02_Holandia                            | 1                                             | 2                                             | 1                                             | 3                                             | 1                                             | 3                                             | 5                                             | 4                                             | Holandia                                      | Holandia                                      |
| Irlandia                                      | Irlandia                                      | _00_01_00_Irlandia                            | 1                                             |                                               | _00_00_00_Irlandia                            |                                               |                                               | _00_00_00_Irlandia                            |                                               |                                               | _00_01_00_Irlandia                            | 1                                             |                                               | Irlandia                                      | Irlandia                                      |
| Izrael                                        | Izrael                                        | 1                                             | 4                                             | 3                                             | 1                                             | 6                                             | 1                                             | _00_00_00_Izrael                              |                                               |                                               | 2                                             | 10                                            | 4                                             | Izrael                                        | Izrael                                        |
| Niemcy                                        | Niemcy                                        | _00_01_01_Niemcy                              | 1                                             | 1                                             | 1                                             |                                               |                                               | _00_00_00_Niemcy                              |                                               |                                               | 1                                             | 1                                             | 1                                             | Niemcy                                        | Niemcy                                        |
| Norwegia                                      | Norwegia                                      | 4                                             |                                               | 6                                             | _00_02_03_Norwegia                            | 2                                             | 3                                             | _00_00_00_Norwegia                            |                                               |                                               | 4                                             | 2                                             | 9                                             | Norwegia                                      | Norwegia                                      |
| Polska                                        | Polska                                        | 4                                             | 1                                             | 2                                             | 6                                             | 1                                             |                                               | 3                                             |                                               | 1                                             | 13                                            | 2                                             | 3                                             | Polska                                        | Polska                                        |
| Portugalia                                    | Portugalia                                    | _00_01_00_Portugalia                          | 1                                             |                                               | _00_00_00_Portugalia                          |                                               |                                               | _00_00_00_Portugalia                          |                                               |                                               | _00_01_00_Portugalia                          | 1                                             |                                               | Portugalia                                    | Portugalia                                    |
| Rosja                                         | Rosja                                         | _00_01_00_Rosja                               | 1                                             |                                               | _00_00_00_Rosja                               |                                               |                                               | _00_00_00_Rosja                               |                                               |                                               | _00_01_00_Rosja                               | 1                                             |                                               | Rosja                                         | Rosja                                         |
| Szwecja                                       | Szwecja                                       | 2                                             | 2                                             | 1                                             | 1                                             |                                               | 1                                             | _00_02_01_Szwecja                             | 2                                             | 1                                             | 3                                             | 4                                             | 3                                             | Szwecja                                       | Szwecja                                       |
| Węgry                                         | Węgry                                         | _00_00_01_Węgry                               |                                               | 1                                             | _00_00_00_Węgry                               |                                               |                                               | _00_00_00_Węgry                               |                                               |                                               | _00_00_01_Węgry                               |                                               | 1                                             | Węgry                                         | Węgry                                         |
| Wielka Brytania                               | Wielka Brytania                               | 2                                             | 1                                             | 2                                             | _00_00_01_Wielka_Brytania                     |                                               | 1                                             | _00_00_00_Wielka_Brytania                     |                                               |                                               | 2                                             | 1                                             | 3                                             | Wielka Brytania                               | Wielka Brytania                               |
| Włochy                                        | Włochy                                        | 3                                             | 6                                             |                                               | 1                                             |                                               |                                               | _00_00_01_Włochy                              |                                               | 1                                             | 4                                             | 6                                             | 1                                             | Włochy                                        | Włochy                                        |
| Razem                                         | Razem                                         | 24                                            | 24                                            | 25                                            | 11                                            | 11                                            | 11                                            | 6                                             | 6                                             | 6                                             | 41                                            | 41                                            | 42                                            | Razem                                         | Razem                                         |

## Wyniki w poszczególnych kategoriach
| Kategoria Juniorów | Kategoria Juniorów                                                       | Kategoria Juniorów |
| Lp.                | M                                                                        | Zespół i skład |
| ------------------ | ------------------------------------------------------------------------ | --- |
| 24                 | 2013, 11 do 20 lipca, Wrocław (Polska), 22 zespoły                       | 2013, 11 do 20 lipca, Wrocław (Polska), 22 zespoły                                                                                |
| 24                 | 1                                                                        | Francja Julien Bernard, Fabrice Charignon, Thibault Coudert, Alexandre Kilani, Clément Laloubeyre, Cédric Lorenzini               |
| 24                 | 2                                                                        | Polska Maciej Bielawski, Paweł Jassem, Michał Klukowski, Sławomir Niajko, Piotr Tuczyński, Jakub Wojcieszek                       |
| 24                 | 3                                                                        | Izrael Lotan Fiszer, Gal Gerstner, Itamar Ginnosar, Mosze Mejuchas, Deror Padon, Adam Reiter                                      |
| 23                 | 2011, 13 do 23 czerwca, Albena (Bułgaria), 22 zespołów                   | 2011, 13 do 23 czerwca, Albena (Bułgaria), 22 zespołów                                                                            |
| 23                 | 1                                                                        | Izrael Allon Birman, Lotan Fiszer, Gal Gerstner, Mosze Mejuchas, Deror Padon, Ron Schwartz                                        |
| 23                 | 2                                                                        | Włochy Francesco De Leo, Giuseppe Delle Cave, Massimiliano Di Franco, Riccardo Locatelli, Agustin Madala, Riccardo Rubino         |
| 23                 | 3                                                                        | Dania Dennis Bilde, Niclas Raulund Ege, Emil Jepsen, Maria Dam Mortensen, Matias Rohrberg, Lars Tofte                             |
| 23                 | 8                                                                        | Polska Piotr Butryn, Bartłomiej Igła, Paweł Jassem, Natalia Sakowska, Piotr Tuczyński, Piotr Zatorski                             |
| 22                 | 2009, 8 do 18 czerwca, Braszów (Rumunia), 23 zespołów                    | 2009, 8 do 18 czerwca, Braszów (Rumunia), 23 zespołów                                                                             |
| 22                 | 1                                                                        | Francja Thomas Bessis, Christophe Grosset, Nicolas Lhuissier, Cédric Lorenzini, Quentin Robert, Frederic Volcker                  |
| 22                 | 2                                                                        | Izrael Eliran Argelazi, Eran Assaraf, Allon Birman, Deror Padon, Ron Schwartz, Bar Tarnovski                                      |
| 22                 | 3                                                                        | Norwegia Erik Berg, Håkon Bogen, Lars Arthur Johansen, Espen Lindqvist, Steffen Fredrik Simonsen, Erlend Skjetne                  |
| 22                 | 9                                                                        | Polska Piotr Nawrocki, Jan Sikora, Joanna Krawczyk, Artur Wasiak, Piotr Wiankowski, Piotr Zatorski                                |
| 21                 | 2007, 11 do 27 czerwca, Jesolo (Włochy), 22 zespołów                     | 2007, 11 do 27 czerwca, Jesolo (Włochy), 22 zespołów                                                                              |
| 21                 | 1                                                                        | Holandia Bob Drijver, Merijn Groenenboom, Jacco Hop, Marion Michielsen, Vincent de Pagter, Meike Wortel                           |
| 21                 | 2                                                                        | Włochy Irene Baroni, Andrea Boldrini, Arrigo Franchi, Andrea Manno, Matteo Montanari, Alberto Sangiorgio                          |
| 21                 | 3                                                                        | Polska Artur Guła, Piotr Nawrocki, Michał Nowosadzki, Jan Sikora, Mikołaj Taczewski, Piotr Wiankowski                             |
| 20                 | 2005, 13 do 23 czerwca, Riccione (Włochy), 22 zespołów                   | 2005, 13 do 23 czerwca, Riccione (Włochy), 22 zespołów                                                                            |
| 20                 | 1                                                                        | Polska Konrad Araszkiewicz, Łukasz Brede, Krzysztof Buras, Jacek Kalita, Krzysztof Kotorowicz, Piotr Mądry                        |
| 20                 | 2                                                                        | Włochy Andrea Boldrini, Stelio Di Bello, Francesco Ferrari, Fabio Lo Presti, Alberto Sangiorgio, Matteo Sbarigia                  |
| 20                 | 3                                                                        | Francja Olivier Bessis, Thomas Bessis, Nicolas Chauvelot, Julien Gaviard, Thibault Malarme, Godefroy De Tessieres                 |
| 19                 | 2004, 1 do 11 sierpnia, Praga (Czechy), 26 zespołów                      | 2004, 1 do 11 sierpnia, Praga (Czechy), 26 zespołów                                                                               |
| 19                 | 1                                                                        | Polska Konrad Araszkiewicz, Krzysztof Buras, Jacek Kalita, Krzysztof Kotorowicz, Piotr Mądry, Wojciech Strzemecki                 |
| 19                 | 2                                                                        | Izrael Adi Azizi, Yotam Bar-Yosef, Eldad Ginnosar, Ron Hoffman, Gilad Ofir, Ofir Reszef                                           |
| 19                 | 3                                                                        | Węgry Peter Marjai, Gabor Minarik, Mate Mraz, Andras Riesz, Csaba Szabo, Balazs Szegedi                                           |
| 18                 | 2002, 7 do 17 czerwca, Torquay (Anglia), 22 zespołów                     | 2002, 7 do 17 czerwca, Torquay (Anglia), 22 zespołów                                                                              |
| 18                 | 1                                                                        | Włochy Furio Di Bello, Stelio Di Bello, Ruggiero Guariglia, Fabio Lo Presti, Francesco Mazzadi, Stefano Uccello                   |
| 18                 | 2                                                                        | Dania Kare Gjaldbaek, Boje Henriksen, Bjorg Houmoller, Jonas Houmoller, Andreas Marquardsen, Martin Schaltz                       |
| 18                 | 3                                                                        | Norwegia Olav Ellestad, Stig Roar Hakkebo, Gunnar Harr, Ronny Jorstad, Nils Kåre Kvangraven, Stian Sundklakk                      |
| 18                 | 5                                                                        | Polska Konrad Araszkiewicz, Jacek Baranowski, Jakub Kotorowicz, Krzysztof Kotorowicz, Adam Skalski, Paweł Wittenbeck              |
| 17                 | 2000, 6 do 16 czerwca, Antalya (Turcja), 25 zespołów                     | 2000, 6 do 16 czerwca, Antalya (Turcja), 25 zespołów                                                                              |
| 17                 | 1                                                                        | Norwegia Thomas Charlsen, Olav Ellestad, Stig Roar Hakkebo, Gunnar Harr, Ronny Jorstad, Nils Kåre Kvangraven                      |
| 17                 | 2                                                                        | Holandia Niek Brink, Sjoert Brink, Bas Drijver, Bart Groosman, Marcel Lagas, Maarten Schollaardt                                  |
| 17                 | 3                                                                        | Izrael Asaf Amit, Jinnon Liran, Yossi Roll, Ran Schneider, Yaniv Vax, Aran Warszawski                                             |
| 17                 | 12                                                                       | Polska Jacek Baranowski, Anna Grunt, Piotr Kucharski, Piotr Lutostański, Marek Rozkrut, Anna Sarniak                              |
| 16                 | 1998, 16 do 26 czerwca, Wiedeń (Austria), 22 zespołów                    | 1998, 16 do 26 czerwca, Wiedeń (Austria), 22 zespołów                                                                             |
| 16                 | 1                                                                        | Włochy Mario D'Avossa, Bernardo Biondo, Riccardo Intonti, Matteo Mallardi, Paolo Marino, Daniele Pagani                           |
| 16                 | 2                                                                        | Dania Claus Boysen, Freddi Brondum, Kasper Konow, Mik Kristensen, Morten Lund Madsen, Mikkel Bensby Nohr                          |
| 16                 | 3                                                                        | Izrael Asaf Amit, Amir Lewin, Asa Levinger, Jinnon Liran, Eran Shacham, Yaniv Zack                                                |
| 16                 | 9                                                                        | Polska Igor Grzejdziak, Rafał Jagniewski, Urban Kielichowski, Dariusz Kucharzyk, Janosław Piasecki, Piotr Suchodol                |
| 15                 | 1996, 19 do 28 czerwca, Cardiff (Walia), 26 zespołów                     | 1996, 19 do 28 czerwca, Cardiff (Walia), 26 zespołów                                                                              |
| 15                 | 1                                                                        | Norwegia Boye Brogeland, Thomas Charlsen, Espen Erichsen, Christer Kristoffersen, Bjorn Morten Mathisen, Oyvind Saur              |
| 15                 | 2                                                                        | Rosja Arsienij Szur, Jurij Chiuppenen, Jurij Chochłow, Dmitrij Łobow, Aleksandr Pietrunin, Boris Sazonow                          |
| 15                 | 3                                                                        | Dania Stig Andersen, Freddi Brondum, Lars Lund Madsen, Anders Ostergaard, Jacob Ron                                               |
| 15                 | 9                                                                        | Polska Bartosz Chmurski, Sławomir Dmowski, Krzysztof Ginda, Igor Grzejdziak, Tomasz Kluz, Tomasz Modrzejewski                     |
| 14                 | 1994, 15 do 24 czerwca, Papendal (Holandia), 22 zespołów                 | 1994, 15 do 24 czerwca, Papendal (Holandia), 22 zespołów                                                                          |
| 14                 | 1                                                                        | Wielka Brytania Jeffrey Allerton, Danny Davies, Jason Hackett, Justin Hackett, Philip Souter, Tom Townsend                        |
| 14                 | 2                                                                        | Dania Mathias Bruun, Jesper Dall, Nikolai Kampmann, Lars Lund Madsen, Morten Lund Madsen, Jacob Ron                               |
| 14                 | 3                                                                        | Polska Bartosz Chmurski, Rafał Jagniewski, Krzysztof Michalik, Paweł Miechowicz, Bogusław Pazur, Mariusz Puczyński                |
| 13                 | 1992, 17 do 26 lutego, Paryż (Francja), 23 zespołów                      | 1992, 17 do 26 lutego, Paryż (Francja), 23 zespołów                                                                               |
| 13                 | 1                                                                        | Włochy Giovanni Albamonte, Claudio Nunes, Paolo Pantusa, Federico Primavera, Antonio Sementa, Alfredo Versace                     |
| 13                 | 2                                                                        | Niemcy Verena Heinecke, Guido Hopfenheit, Marcus Joest, Katrin Reps, Klaus Reps, Roland Rohowsky                                  |
| 13                 | 3                                                                        | Norwegia Lasse Aaseng, Geir Helgemo, Svein Gunnar Karlberg, Espen Kvam, Jorgen Molberg, Espen Torp                                |
| 13                 | 6                                                                        | Polska Bartosz Chmurski, Krzysztof Kujawa, Jacek Pszczoła, Mariusz Puczyński, Tomasz Puczyński, Adam Wyszyński                    |
| 12                 | 1990, 7 do 15 czerwca, Neumünster (Niemcy), 22 zespołów                  | 1990, 7 do 15 czerwca, Neumünster (Niemcy), 22 zespołów                                                                           |
| 12                 | 1                                                                        | Norwegia Ole Berset, Svein-Olav Ernstsen, Per Arne Flaatt, Geir Helgemo, Frode Nybo, Paul Thomassen                               |
| 12                 | 2                                                                        | Izrael David Fohrer, Guy Gecht, Ilan Herbst, Ofir Herbst, Jechiel Shimony, Zohar Tur                                              |
| 12                 | 3                                                                        | Dania Henrik Iversen, Morten Rask Jepsen, Charlotte Koch-Palmund, Niels Kroejgaard, Karsten Nissen Pedersen, Jan Rolf-Larsen      |
| 12                 | 5                                                                        | Polska Bartosz Chmurski, Sławomir Dmowski, Jacek Pszczoła, Mariusz Puczyński, Tomasz Puczyński, Jarosław Świderski                |
| 11                 | 1988, 4 do 13 sierpnia, Płowdiw (Bułgaria), 21 zespołów                  | 1988, 4 do 13 sierpnia, Płowdiw (Bułgaria), 21 zespołów                                                                           |
| 11                 | 1                                                                        | Francja Jean-Louis Damamme, Christian Desrousseaux, Pierre-Jean Louchart, Franck Multon, Jean-Christophe Quantin                  |
| 11                 | 2                                                                        | Włochy Danilo De Pauli, Giovanni Delfino, Fulvio Fantoni, Claudio Nunes, Federico Primavera, Alfredo Versace                      |
| 11                 | 3                                                                        | Norwegia Per Arne Flaatt, Oddbjoern Gravanes, Geir Helgemo, Jim Hoyland, Tom Johansen, Frode Nybo                                 |
| 11                 | 6                                                                        | Polska Krzysztof Jassem, Piotr Klimacki, Mariusz Puczyński, Tomasz Puczyński, Andrzej Skotniczny, Maciej Wręczycki                |
| 10                 | 1986, 19 do 27 lutego, Budapeszt (Węgry), 19 zespołów                    | 1986, 19 do 27 lutego, Budapeszt (Węgry), 19 zespołów                                                                             |
| 10                 | 1                                                                        | Holandia Wubbo de Boer, Jan Jansma, Enri Leufkens, Marcel Nooijen, Rob van Wel, Berry Westra                                      |
| 10                 | 2                                                                        | Francja N Courtel, Bénédicte Cronier, Christian Desrousseaux, Gilles Dussol, Franck Multon, Jean-Christophe Quantin               |
| 10                 | 3                                                                        | Dania Morten Bilde, Lars Blakset, Niels Foged, Lars Grrnvald, Jens Kofoed, Jrrn Lund                                              |
| 10                 | 8                                                                        | Polska Mark Dalecki, Krzysztof Gaweł, Dariusz Kowalski, Mariusz Kwieciński, Krzysztof Oppenheim, Mirosław Zieliński               |
| 9                  | 1984, 20 - 28 lipca, Hasselt (Belgia), 19 zespołów                       | 1984, 20 - 28 lipca, Hasselt (Belgia), 19 zespołów                                                                                |
| 9                  | 1                                                                        | Francja Francois Crozet, Christian Desrousseaux, Eric Eisenberg, Marc De Rosbo Kerlero, Benedicte Pigeaud, Fabienne Pigeaud       |
| 9                  | 2                                                                        | Włochy Norberto Bocchi, Amedeo Cecere, Giorgio Duboin, Guido Ferraro, Marco Foldes, Solimei Vittorio Golfarelli                   |
| 9                  | 3                                                                        | Norwegia Terje Aa, Roar Aasen, Glenn Grøtheim, Tom Johansen, Jon Andreas Stoevneng, Roar Voll                                     |
| 9                  | 7                                                                        | Polska Mirosław Cichocki, Krzysztof Czul, Krzysztof Jassem, Dariusz Kowalski, Mariusz Kwieciński, Krzysztof Oppenheim             |
| 8                  | 1982, 25 do 30 czerwca, Salsomaggiore (Włochy), 19 zespołów              | 1982, 25 do 30 czerwca, Salsomaggiore (Włochy), 19 zespołów                                                                       |
| 8                  | 1                                                                        | Polska Mirosław Cichocki, Tomasz Gotard, Michał Kwiecień, Wojciech Olański, Krzysztof Oppenheim, Marek Wójcicki                   |
| 8                  | 2                                                                        | Wielka Brytania M. Braid, Andrew (Andy) Eastwood, Howard Melbourne, Barry Rigal, Richard Winter                                   |
| 8                  | 3                                                                        | Norwegia Roar Aasen, Per Bjerkan, Glenn Grøtheim, Tor Helness, John Klre Schjelderupsen, Geir-Olav Tislevoll                      |
| 7                  | 1980, 30 sierpnia do 6 września, Kfar Hamaccabiah (Izrael), 15 zespołów  | 1980, 30 sierpnia do 6 września, Kfar Hamaccabiah (Izrael), 15 zespołów                                                           |
| 7                  | 1                                                                        | Norwegia Per Bjerkan, Lars Eide, Glenn Grøtheim, Tor Helness, John Kare Schjeldrupsen, Geir-Olav Tislevoll                        |
| 7                  | 2                                                                        | Hiszpania Marta Almirall, Carlos Fernandez, Javier Graupera, Jorge Taxte Salas, Jose Ignacio Torres Gutierrez, Juan Carlos Ventin |
| 7                  | 3                                                                        | Francja Olivier Beauvillain, Bellefroid, Didier Duchon, Eric Martin, Daniel Roger, Michel Sahal                                   |
| 6                  | 1978, 26 sierpnia do 2 września, Stirling (Wielka Brytania), 19 zespołów | 1978, 26 sierpnia do 2 września, Stirling (Wielka Brytania), 19 zespołów                                                          |
| 6                  | 1                                                                        | Wielka Brytania Richard Benstead, Tony Forrester, Richard Granville, Steve Lodge, Michael Nardin, Michael Rosenberg               |
| 6                  | 2                                                                        | Szwecja Sune Bjorling, Henry Franzen, Göran Petersson, Rune Pettersson                                                            |
| 6                  | 3                                                                        | Austria Gabriele Bamberger, Wilhelm Brestian, Alfred Kadlec, Franz Terraneo                                                       |
| 6                  | 3                                                                        | Niemcy Jurgen Ballmann, Hans-Herman Gwinner, Helmut Häusler, Peter Splettstoesser                                                 |
| 6                  | 5                                                                        | Polska Piotr Gawryś, Grzegorz Matula, Piotr Tuszyński, Wojciech Uszyński, Marek Wójcicki, Marek Strauss                           |
| 5                  | 1976, 1 do 8 sierpnia, Lund (Szwecja), 18zespołów                        | 1976, 1 do 8 sierpnia, Lund (Szwecja), 18zespołów                                                                                 |
| 5                  | 1                                                                        | Austria Jan Fucik, Alfred Kadlec, Peter Lehrner, Michael Strafner, Wolfgang Meinl                                                 |
| 5                  | 2                                                                        | Szwecja Pia Andersson, Peter Gornandt, Leif Olofsson, Björn Sanzen, Goran Sellden, Anders Wirgren                                 |
| 5                  | 3                                                                        | Holandia Leo van den Brom, Toine van Hoof, Anton Maas, André Mulder, Eddie Roosnek, Pieter Bas Wintermans                         |
| 5                  | 4                                                                        | Polska Piotr Gawryś, Marek Hofman, Krzysztof Moszczyński, Paweł Niedzielski, Kazimierz Lichawski, Jerzy Michałek                  |
| 4                  | 1974, 20 do 27 lipca, Kopenhaga (Dania), 20 zespołów                     | 1974, 20 do 27 lipca, Kopenhaga (Dania), 20 zespołów                                                                              |
| 4                  | 1                                                                        | Szwecja Peter Billgren, Kent Karlsson, Jim Nielsen, Max Odlund, Svante Ryman, Björn Sanzen                                        |
| 4                  | 2                                                                        | Irlandia Nicholas Fitzgibbon, Michael Mcgloughlin, Adam Mesbur, Denis O’Donovan, Paul Scannell                                    |
| 4                  | 3                                                                        | Wielka Brytania David Bretherton, Richard J Fleet, Richard Granville, Ronald Morrish, Barnet Shenkin, David Shenkin               |
| 4                  | 10                                                                       | Polska Jerzy Czyżowicz, Jerzy Herchel, Mirosław Miłaszewski, Zygmunt Radek, Krzysztof Moszczyński, Stanisław Rumiński             |
| 3                  | 1972, 30 lipca do 6 sierpnia, Delft (Holandia), 17 zespołów              | 1972, 30 lipca do 6 sierpnia, Delft (Holandia), 17 zespołów                                                                       |
| 3                  | 1                                                                        | Polska Marek Borewicz, Roman Krzemień, Leszek Lipka, Aleksander Swatler, Henryk Wolny, Jerzy Zaremba                              |
| 3                  | 2                                                                        | Izrael |
| 3                  | 3                                                                        | Francja |
| 2                  | 1970, 23 do 29 sierpnia, Dublin (Irlandia), 10 zespołów                  | 1970, 23 do 29 sierpnia, Dublin (Irlandia), 10 zespołów                                                                           |
| 2                  | 1                                                                        | Dania Knud-Aage Boesgaard, Flemming Dahl, Per Eskesen, Gert Kristensen, Peter Schaltz, Kirsten Serup                              |
| 2                  | 2                                                                        | Włochy |
| 2                  | 3                                                                        | Szwecja |
| 1                  | 1968, 5 do 10 sierpnia, Praga (Czechy), 11 zespołów                      | 1968, 5 do 10 sierpnia, Praga (Czechy), 11 zespołów                                                                               |
| 1                  | 1                                                                        | Szwecja Olle Berggren, Martin Eriksson, Tommy Gullberg, Sune Fager, Anders Morath, Pontus Svinhufvud                              |
| 1                  | 2                                                                        | Portugalia |
| 1                  | 3                                                                        | Wielka Brytania |
| 1                  | 4                                                                        | Polska Julian Klukowski, Krzysztof Wągrodzki, Andrzej Macieszczak, Janusz Połeć, Wiesława Tomaszewska, Krzysztof Jędrzejowski     |

| Kategoria Młodzieży Szkolnej | Kategoria Młodzieży Szkolnej                             | Kategoria Młodzieży Szkolnej                                                                                             |
| Lp.                          | M                                                        | Zespół i skład |
| ---------------------------- | -------------------------------------------------------- | --- |
| 24 (11)                      | 2013, 11 do 20 lipca, Wrocław (Polska), 19 zespołów      | 2013, 11 do 20 lipca, Wrocław (Polska), 19 zespołów                                                                      |
| 24 (11)                      | 1                                                        | Szwecja Mikael Grönkvist, Mikael Rimstedt, Ola Rimstedt, Johan Säfsten, Adam Stokka                                      |
| 24 (11)                      | 2                                                        | Izrael Ecjon Amir, Adi Asulin, Hilla Lewi, Oren Toledano, Li’or Urman, Ammi Zamir                                        |
| 24 (11)                      | 3                                                        | Holandia Pim Coppens, Bob Donkersloot, Tom van Overbeeke, Tobias Polak, Michel Schols, Ricardo Westerbeek                |
| 24 (11)                      | 4                                                        | Polska Maciej Grabiec, Wojciech Kaźmierczak, Błażej Krawczyk, Arkadiusz Majcher, Piotr Marcinowski, Mateusz Sobczak      |
| 23 (10)                      | 2011, 13 do 23 czerwca, Albena (Bułgaria), 18 zespołów   | 2011, 13 do 23 czerwca, Albena (Bułgaria), 18 zespołów                                                                   |
| 23 (10)                      | 1                                                        | Polska Wojciech Kaźmierczak, Adam Krysa, Adam Lonski, Kamil Madej, Łukasz Witkowski, Justyna Żmuda                       |
| 23 (10)                      | 2                                                        | Izrael Adi Asulin, Juwal Ben Dawid, Oren Dar, Ejal Erez, Itamar Ginnosar, Adam Reiter                                    |
| 23 (10)                      | 3                                                        | Szwecja Simon Ekenberg, Ida Grönkvist, Simon Hult, Mikael Rimstedt, Ola Rimstedt                                         |
| 22 (9)                       | 2009, 8 do 18 czerwca, Braszów (Rumunia), 14 zespołów    | 2009, 8 do 18 czerwca, Braszów (Rumunia), 14 zespołów                                                                    |
| 22 (9)                       | 1                                                        | Polska Paweł Jassem, Mateusz Mroczkowski, Sławomir Niajko, Adam Śmieszkoł, Piotr Tuczyński, Jakub Wojcieszek             |
| 22 (9)                       | 2                                                        | Izrael Adi Asulin, Lotan Fiszer, Gal Gerstner, Allon Lazar, Hilla Lewi, Mosze Mejuchas                                   |
| 22 (9)                       | 3                                                        | Francja Fabrice Charignon, Pierre Cotreau, Thibault Coudert, Edouard Du Corail, Gregoire Lafont, Clement Thizy           |
| 21 (8)                       | 2007, 11 do 27 czerwca, Jesolo (Włochy), 22 zespołów     | 2007, 11 do 27 czerwca, Jesolo (Włochy), 22 zespołów                                                                     |
| 21 (8)                       | 1                                                        | Polska Bartłomiej Igła, Paweł Jassem, Artur Marek Machno, Joanna Krawczyk, Piotr Tuczyński, Piotr Zatorski               |
| 21 (8)                       | 2                                                        | Bułgaria Żiwko Siderow, Stefan Skorczew, Dejan Spasow, Iwan Sjusjukin                                                    |
| 21 (8)                       | 3                                                        | Francja Marion Canonne, Pierre Franceschetti, Alexandre Kilani, Aymeric Lebatteux, Nicolas Lhuissier, Cédric Lorenzini   |
| 20 (7)                       | 2005, 13 do 23 czerwca, Riccione (Włochy), 14 zespołów   | 2005, 13 do 23 czerwca, Riccione (Włochy), 14 zespołów                                                                   |
| 20 (7)                       | 1                                                        | Polska Bartłomiej Igła, Artur Marek Machno, Jan Sikora, Maciej Sikora, Joanna Krawczyk, Artur Wasiak                     |
| 20 (7)                       | 2                                                        | Izrael Eran Assaraf, Deror Padon, Ron Schwartz, Ron Segew, Dana Tal, Bar Tarnovski                                       |
| 20 (7)                       | 3                                                        | Norwegia Håkon Bogen, Harald Eide, Lars Arthur Johansen, Steffen Fredrik Simonsen, Erlend Skjetne, Virginia Chediak      |
| 19 (6)                       | 2004, 1 do 11 sierpnia, Praga (Czechy), 15 zespołów      | 2004, 1 do 11 sierpnia, Praga (Czechy), 15 zespołów                                                                      |
| 19 (6)                       | 1                                                        | Polska Marcin Malesa, Piotr Nawrocki, Filip Nizioł, Przemysław Piotrowski, Jan Sikora, Piotr Wiankowski                  |
| 19 (6)                       | 2                                                        | Izrael Eliran Argelazi, Allon Birman, Deror Padon, Ron Segew, Dana Tal, Bar Tarnovski                                    |
| 19 (6)                       | 3                                                        | Holandia Bob Drijver, Jacco Hop, Danny Molenaar, Marion Michielsen, Vincent de Pagter, Tim Verbeek                       |
| 18 (5)                       | 2002, 7 do 17 czerwca, Torquay (Anglia), 15 zespołów     | 2002, 7 do 17 czerwca, Torquay (Anglia), 15 zespołów                                                                     |
| 18 (5)                       | 1                                                        | Izrael Eliran Argelazi, Eran Assaraf, Ori Assaraf, Lotan Fiszer, Idan Grunbaum, Gilad Ofir                               |
| 18 (5)                       | 2                                                        | Polska Jacek Kalita, Włodzimierz Karłowicz, Piotr Nawrocki, Filip Nizioł, Jan Sikora, Piotr Zieliński                    |
| 18 (5)                       | 3                                                        | Norwegia Erik A Eide, Petter Eide, Espen Lindqvist, Allan Livgard                                                        |
| 17 (4)                       | 2000, 6 do 16 czerwca, Antalya (Turcja), 12 zespołów     | 2000, 6 do 16 czerwca, Antalya (Turcja), 12 zespołów                                                                     |
| 17 (4)                       | 1                                                        | Polska Konrad Araszkiewicz, Krzysztof Buras, Szymon Kapała, Jakub Kotorowicz, Krzysztof Kotorowicz, Piotr Mądry          |
| 17 (4)                       | 2                                                        | Norwegia Sverre Johan Aal, Erik A Eide, Petter Eide, Espen Lindqvist, Rn Arild Ringseth                                  |
| 17 (4)                       | 3                                                        | Francja Olivier Bessis, Thomas Bessis, Thibault Delmas, Julien Gaviard, Jerome Grenthe, Godefroy De Tessieres            |
| 16 (3)                       | 1998, 16 do 26 czerwca, Wiedeń (Austria), 14 zespołów    | 1998, 16 do 26 czerwca, Wiedeń (Austria), 14 zespołów                                                                    |
| 16 (3)                       | 1                                                        | Włochy Furio Di Bello, Stelio Di Bello, Ruggiero Guariglia, Fabio Lo Presti, Leonardo Magrini, Stefano Uccello           |
| 16 (3)                       | 2                                                        | Holandia Niek Brink, Sjoert Brink, Bas Drijver, Tom Drijver, Massenzio Hoogsteden, Kevin Vreeswijk                       |
| 16 (3)                       | 3                                                        | Polska Jacek Baranowski, Krzysztof Buras, Szymon Kapała, Piotr Lutostański, Adam Skalski, Anna Szczepańska               |
| 15 (2)                       | 1986, 19 do 28 czerwca, Cardiff (Walia), 14 zespołów     | 1986, 19 do 28 czerwca, Cardiff (Walia), 14 zespołów                                                                     |
| 15 (2)                       | 1                                                        | Niemcy Raoul Balschun, Matthias Felmy, Daniela Kehl, Julius Linde, Martin Moller, Matthias Schüller                      |
| 15 (2)                       | 2                                                        | Izrael Shiri Faur, Yochai Guisky, Asa Levinger, Nadav Ron, Ran Schneider, Yaniv Wax                                      |
| 15 (2)                       | 3                                                        | Wielka Brytania Phil Adamson, Gary Clarke, Graham Hazel, Alexander Hydes, Mark Teltscher, Abbey Walker                   |
| 15 (2)                       | 10                                                       | Polska Szymon Kapała, Jarosław Lubczyński, Przemyslaw Ochociński, Anna Szczepańska, Łukasz Szczepański, Marek Włodarczyk |
| 14 (1)                       | 1994, 15 do 24 czerwca, Papendal (Holandia), 13 zespołów | 1994, 15 do 24 czerwca, Papendal (Holandia), 13 zespołów                                                                 |
| 14 (1)                       | 1                                                        | Francja Laurent Bouscarel, Anne Colliez, Felicien Daux, Dominique Fonteneau, Julien Geitner, Jerome Rombaut              |
| 14 (1)                       | 2                                                        | Norwegia Vegard Brekke, Thomas Charlsen, Erik Halvorsen, Sondre Hogstad                                                  |
| 14 (1)                       | 3                                                        | Izrael Asaf Amit, Guy Arie, Nir Katz, Ran Schneider, Aran Warszawski, Y Zak                                              |
| 14 (1)                       | 4                                                        | Polska Krzysztof Ginda, Jakub Kowalczyk, Tomasz Martyna, Jan Simon, Filip Sosenko, Krzysztof Warzocha                    |

| Kategoria Dziewcząt | Kategoria Dziewcząt                                    | Kategoria Dziewcząt |
| Lp.                 | M                                                      | Zespół i skład |
| ------------------- | ------------------------------------------------------ | --- |
| 24 (6)              | 2013, 11 do 20 lipca, Wrocław (Polska), 9 zespołów     | 2013, 11 do 20 lipca, Wrocław (Polska), 9 zespołów                                                                            |
| 24 (6)              | 1                                                      | Francja Jessie Carbonneaux, Anaïs Leleu, Jenifer Mourgues, Anne Rouanet-Labe, Anne-Laure Tartarin, Aurélie Thizy              |
| 24 (6)              | 2                                                      | Holandia Natalia Banaś, Doris Van Delft, Lotte Leufkens, Judith Nab, Emma De Ruiter, Magdaléna Tichá                          |
| 24 (6)              | 3                                                      | Włochy Giorgia Botta, Caterina Burgio, Federica Buttò, Margherita Chavarria, Margherita Costa, Michela Salvato                |
| 24 (6)              | 4                                                      | Polska Katarzyna Dufrat, Magdalena Holeksa, Danuta Kazmucha, Barbara Rosłon, Kamila Wesołowska, Justyna Żmuda                 |
| 23 (5)              | 2011, 13 do 23 czerwca, Albena (Bułgaria), 10 zespołów | 2011, 13 do 23 czerwca, Albena (Bułgaria), 10 zespołów                                                                        |
| 23 (5)              | 1                                                      | Polska Magdalena Holeksa, Aleksandra Jarosz, Danuta Kazmucha, Joanna Taczewska, Izabela Weinhold, Justyna Żmuda               |
| 23 (5)              | 2                                                      | Holandia Rosaline Barendregt, Marleen Beuger, Judith Nab, Jamilla Spangenberg, Sigrid Spangenberg, Magdaléna Tichá            |
| 23 (5)              | 3                                                      | Francja Marion Canonne, Jessie Carbonneaux, Claire Chaugny, Laure Favard, Carole Puillet, Aurélie Thizy                       |
| 22 (4)              | 2009, 8 do 18 czerwca, Braszów (Rumunia), 14 zespołów  | 2009, 8 do 18 czerwca, Braszów (Rumunia), 14 zespołów                                                                         |
| 22 (4)              | 1                                                      | Polska Ewa Agnieszka Grabowska, Magdalena Holeksa, Paulina Jatczak, Natalia Sakowska, Katarzyna Tyszkiewicz, Izabela Weinhold |
| 22 (4)              | 2                                                      | Francja Marion Canonne, Jessie Carbonneaux, Claire Chaugny, Carole Puillet, Lea Robert, Aurélie Thizy                         |
| 22 (4)              | 3                                                      | Holandia Rosaline Barendregt, Laura Dekkers, Lotte Leufkens, Judith Nab, Jamilla Spangenberg, Sigrid Spangenberg              |
| 21 (3)              | 2007, 11 do 27 czerwca, Jesolo (Włochy), 22 zespołów   | 2007, 11 do 27 czerwca, Jesolo (Włochy), 22 zespołów                                                                          |
| 21 (3)              | 1                                                      | Polska Marta Maj, Natalia Sakowska, Kamila Szczepańska, Joanna Krawczyk, Kamila Wesołowska, Justyna Żmuda                     |
| 21 (3)              | 2                                                      | Holandia Rosaline Barendregt, Astrid Dekker, Marleen van Gelder, Jamilla Spangenberg, Sigrid Spangenberg, Maarten Schollaardt |
| 21 (3)              | 3                                                      | Szwecja Freja Andersson, Kristin Nedlich, Sandra Rimstedt, Emma Sjöberg, Pia Andersson, Tobias Tornqvist                      |
| 20 (2)              | 2005, 13 do 23 czerwca, Riccione (Włochy), 10 zespołów | 2005, 13 do 23 czerwca, Riccione (Włochy), 10 zespołów                                                                        |
| 20 (2)              | 1                                                      | Holandia Rosaline Barendregt, Astrid Dekker, Marion Michielsen, Claudia van der Salm, Meike Wortel, Martine Verbeek           |
| 20 (2)              | 2                                                      | Szwecja Cecilia Rimstedt, Sandra Rimstedt, Sara Sivelind, Emma Sjöberg                                                        |
| 20 (2)              | 3                                                      | Austria Ursula Assmann, Adele Gogoman, Anna Gogoman, Iris Grumm                                                               |
| 20 (2)              | 4                                                      | Polska Angelika Ferrer-Lopez, Ewa Agnieszka Grabowska, Edyta Jurkiewicz, Marta Maj, Kamila Szczepańska, Joanna Krawczyk       |
| 19 (1)              | 2004, 1 do 11 sierpnia, Praga (Czechy), 11 zespołów    | 2004, 1 do 11 sierpnia, Praga (Czechy), 11 zespołów                                                                           |
| 19 (1)              | 1                                                      | Austria Adele Gogoman, Anna Gogoman, Iris Grumm, Caroline Hupka                                                               |
| 19 (1)              | 2                                                      | Szwecja Cecilia Rimstedt, Sandra Rimstedt, Emma Sjöberg, Jenny Ryman                                                          |
| 19 (1)              | 3                                                      | Polska Ewa Agnieszka Grabowska, Edyta Jurkiewicz, Joanna Krawczyk, Kamila Szczepańska, Marta Maj, Katarzyna Żegilewicz        |